# Touchdown (Roman)
Touchdown (im Original Playing for Pizza) ist ein 2007 im Heyne Verlag erschienener Roman von John Grisham.

## Handlung
Der Roman handelt vom amerikanischen NFL-Quarterback Rick Dockery, der als zweiter Ersatzquarterback in einem entscheidenden Spiel versagt. Sein Agent kann daher seinen Vertrag in der NFL nicht verlängern, weiterhin drohen ihm juristische Schwierigkeiten. Deswegen nimmt Dockery widerwillig das Angebot der Parma Panthers, eines italienischen Footballteams, an.
In Italien angekommen, stellt sich heraus, dass die Mannschaft nur ein Hobby-Team ist, in dem nur die Amerikaner bezahlt werden. Auch die versprochenen Cheerleader gibt es nicht.
Anfänglich läuft die Saison nicht rund, und nach einem durchzechten Wochenende wird Dockery vom Coach auf die Bank gesetzt. Erst als er sich beim Team entschuldigt und vollen Einsatz zeigt, beginnt die Saison zu laufen. Nach einem Sieg gegen die seit 67 Spielen ungeschlagenen Bergamo Lions und nachdem er ein Angebot aus Kanada ausschlägt, sind die Panthers auf dem Weg zum Superbowl, den sie dann auch gewinnen.
Neben der zentralen Handlung, dem Football Americano, beschreibt Grisham ausführlich die Kultur und das Essen in Italien. Diese stellen für Dockery zunächst einen kleinen Kulturschock dar – als Amerikaner ist er es nicht gewohnt, zum Essen stundenlang zusammenzusitzen. Mit der Zeit jedoch lernt er beides kennen und lieben. Bestärkt wird er dabei auch von seiner amerikanischen Freundin Livvy, die, entgegen dem Wunsch ihrer Eltern, lieber in Italien bleiben will.

## Ausgaben
- John Grisham: Playing for Pizza. 2007, ISBN 0-385-52500-1
- John Grisham: Touchdown. Übers. von Karsten Singelmann. München 2007, ISBN 978-3-453-26591-2
  - Hörbuch.